# Биков Федір Петрович
Федір Петрович Биков (нар. 1901, село Шатилово, Лівенський повіт, Орловська губернія, тепер Орловська область, Російська Федерація — 1980, Москва) — радянський партійний діяч, 1-й секретар Чечено-Інгушського обкому ВКП(б). Депутат Верховної Ради СРСР 1-го скликання.

## Біографія
Народився в родині чоботаря. У травні 1910 — жовтні 1918 р. — наймит у поміщиків та заможних селян Орловської губернії. У жовтні 1918 — березні 1920 р. — не працював, проживав у батьків.
У березні — листопаді 1920 р. — у Червоній армії: червоноармієць 20-го запасного полку РСЧА, на лікуванні в госпіталях в Орлі та Брянську. У листопаді 1920 — березні 1921 р. — у відпустці через хворобу в селі Шатилово. У березні 1921 — жовтні 1923 р. — червоноармієць Воронезького запасного полку РСЧА, червоноармієць Брянського кадрового батальйону військ ЧОП (частин особливого призначення).
Член РКП(б) з березня 1923 року.
У жовтні 1923 — жовтні 1925 р. — секретар партійного осередку РКП(б) порцелянової фабрики у місті Пісочня Брянської губернії. У жовтні 1925 — серпні 1926 р. — секретар Жуковського волосного комітету ВКП(б) Бежицького повіту Брянської губернії. У серпні 1926 — травні 1927 р. — секретар партійного осередку РКП(б) Дятьковського кришталевого заводу Брянської губернії. У травні 1927 — вересні 1928 р. — секретар Пісоченського волосного комітету ВКП(б) Брянської губернії.
У вересні 1928 — грудні 1931 р. — студент Комуністичного університету імені Свердлова у Москві.
У грудні 1931 — липні 1932 р. — завідувач промислового сектору Краснопресненського районного комітету ВКП(б) міста Москви.
У грудні 1932 — жовтні 1933 р. — секретар партійного осередку ВКП(б) Московського машинобудівного заводу «Красная Пресня». У жовтні 1933 — квітні 1934 р. — голова Краснопресненської районної ради профспілок міста Москви. У квітні 1934 — квітні 1936 р. — секретар партійного комітету ВКП(б) Московського авіаційного заводу № 32.
У квітні 1936 — липні 1937 р. — 1-й секретар Ленінградського районного комітету ВКП(б) міста Москви. У липні — вересні 1937 р. — виконувач обов'язків 2-го секретаря Північно-Осетинського обласного комітету ВКП(б).
У жовтні 1937 — травні 1940 р. — виконувач обов'язків 1-го секретаря, 1-й секретар Чечено-Інгушського обласного комітету ВКП(б). Одночасно працював 1-м секретарем Грозненського міського комітету ВКП(б).
У травні 1940 — липні 1942 р. — заступник начальника політичного управління Народного комісаріату Військово-морського флоту СРСР. У липні — вересні 1942 року був слухачем Курсів удосконалення політичного складу Народного комісаріату ВМФ СРСР. У вересні 1942 — березні 1943 р. — прикомандирований до Головного політичного управління Народного комісаріату Військово-морського флоту СРСР. У березні 1943 — квітні 1946 р. — заступник секретаря партійної комісії ВКП(б) при Головному політичному управлінні Народного комісаріату ВМФ СРСР.
У квітні 1946 — вересні 1948 р. — заступник секретаря партійної комісії ВКП(б) при політичному управлінні Військово-морських сил Міністерства збройних сил СРСР. У вересні 1948 — квітні 1950 р. — заступник начальника політичного відділу Головного штабу і Управління Військово-морських сил Міністерства збройних сил СРСР. У квітні — червні 1950 р. — заступник начальника політичного відділу Морського Генерального штабу Військово-морських сил СРСР. У червні 1950 — жовтні 1951 р. — начальник III-го відділу Головного політичного управління Військово-морських сил Військово-морського міністерства СРСР. У жовтні 1951 — листопаді 1952 р. — заступник із політичної частини начальника тилу Військово-морських сил Військово-морського міністерства СРСР.
У листопаді 1952 — листопаді 1953 р. — слухач Курсів перепідготовки політичного складу при Військово-політичній академії імені Леніна.
У листопаді 1953 — грудні 1954 р. — заступник із політичної частини начальника Науково-дослідного інституту № 17 Міністерства оборонної промисловості СРСР у Ленінграді.
У грудні 1954 — липні 1956 р. — заступник із політичної частини начальника Адміністративно-господарського відділу Управління Головного командування Військово-морських сил Міністерства оборони СРСР.
У липні 1956 — вересні 1957 р. — заступник із політичної частини начальника 216-го торпедного арсеналу Північного флоту ВМС СРСР.
У вересні 1957 — листопаді 1960 р. — на пенсії у Москві. У листопаді 1960 — січні 1964 р. — інструктор, а у січні 1964 — лютому 1969 р. — старший інструктор Московської міської дирекції «Союздруку». У лютому — травні 1969 р. — заступник начальника Пролетарського міжрайонного агентства «Союздруку» у Москві.
З травня 1969 року — персональний пенсіонер союзного значення. Помер у Москві в червні 1980 року.

## Звання
- підполковник
- полковник (.11.1953)

## Нагороди
- орден Червоної Зірки (22.07.1944)
- ордени
- медалі